# School Rumble
School Rumble (スクールランブル, Sukūru Ranburu) é uma série de mangá shonen escrita e ilustrada por Jin Kobayashi. 
Os capítulos da série foram serializados na revista Weekly Shōnen Magazine de 22 de outubro de 2002 a 23 de julho de 2008, com todos os seus 345 capítulos serializados compilados em 22 volumes tankōbon e publicados pela editora Kodansha. Já a revista Magazine Special publicou School Rumble Z mensalmente de 20 de agosto de 2008 a 20 de maio de 2009. Centrada nas relações entre estudantes japoneses do ensino médio, School Rumble se centra em um triângulo amoroso envolvendo os dois protagonistas da série, Tenma Tsukamoto e Kenji Harima, e um de seus colegas de classe, Oji Karasuma. A série muitas vezes descarta o realismo em favor do efeito cômico.
A popularidade de School Rumble resultou em sua adaptação em várias formas de mídia. A TV Tokyo exibiu a adaptação da série em uma série de anime de 26 episódios entre outubro de 2004 e abril de 2005. Em dezembro de 2005, um OVA intitulado School Rumble: Extra Class dividido em duas partes foi lançado. A segunda temporada, School Rumble Nigakki, foi ao ar entre abril e setembro de 2006. Mais dois episódios, ambos intitulados School Rumble Sangakki, foram lançados junto com os volumes 21 e 22 do mangá. Três jogos eletrônicos baseados na série foram produzidos e publicados; dois para o PlayStation 2 em julho de 2005 e julho de 2006, e um para o PlayStation Portable em 2005. Duas light novels escritas por Hiroko Tokita e ilustradas por Kobayashi foram publicadas em abril de 2004 e dezembro de 2007; quatro guidebooks ilustrados por Kobayashi e escritos por seus editores também foram lançados. 
O mangá foi bem recebido pelos leitores japoneses, e vários de seus volumes apareceram na lista dos mangás mais vendidos. Críticos ingleses elogiaram Kobayashi por seu estilo de arte e por seu humor na história. No entanto, o mangá recebeu algumas críticas, principalmente sobre algumas piadas e pela trama repetitiva. A adaptação de anime também vendeu bem no Japão e foi elogiada pelo próprio Kobayashi, e também pelos críticos ingleses. O mangá de School Rumble também foi traduzido para outras línguas, embora os dois últimos episódios, os jogos eletrônicos e os guidebooks ainda não tenham sido lançados fora do Japão.

## Enredo

### School Rumble
Tenma Tsukamoto é uma estudante do ensino médio que, assim como outras garotas de sua idade, se apaixona. Contudo, ela não consegue confessar seu amor para o seu colega de classe Karasuma. Ela descobre que ele vai se transferir para outra escola no próximo ano e, com a ajuda de suas amigas, tenta confessar seu amor. Mas ela usa métodos bastante estranhos para isso, como atirar uma flecha com uma carta de amor. Por fim, ela põe uma carta em seu armário do colégio, confessando todos os seus sentimentos e pedindo para que ele não deixasse o colégio. Porém, para o azar de Tenma, ela se esquece de assinar a carta, e Karasuma não descobre quem enviou. Mas, por causa disso, ele decide adiar sua transferência.
Do outro lado, temos Harima Kenji, um delinquente, que está apaixonado por Tenma. Para o seu azar, a preocupação de Tenma em se confessar para Karasuma faz com que ela não perceba os sentimentos dele. Para piorar a situação, ele vê Tenma e Karasuma almoçando juntos. Isso faz com que ele esqueça da escola e embarque numa jornada para conquistá-la.
Conforme a história avança, Tenma vai se tornando mais íntima de Karasuma. Harima acaba se encontrando em situações românticas com Tenma, e se tornando mais íntimo dela também. No entanto, ele também começa a estabelecer relações com Eri Sawachika (amiga de Tenma, que aparentemente começa a se apaixonar por Harima, apesar de só brigarem) e com Tsukamoto Yakumo (irmã de Tenma, que começa a ajudar Harima com seu projeto, um mangá, contendo seus sentimentos por Tsukamoto Tenma).

### School Rumble Ni Gakki
School Rumble Ni Gakki continua exatamente de onde parou a primeira temporada: Harima continua apaixonado por Tenma, porém não consegue se confessar graças aos obstáculos que surgem toda vez que tenta. Enquanto isso, Tenma continua gostando de Karasuma, e vai cada vez mais interagindo com ele (apesar de a aparição dele ser menor na segunda temporada). Para complicar a situação, a turma 2-D desafia novamente a turma 2-C, enquanto um rumor de que Harima e Yakumo estão se encontrando circula, ao mesmo tempo em que a escola se prepara para o festival cultural.
Harima continua com seu mangá, e Yakumo o ajuda. Aparentemente, sentimentos afetivos começam a surgir de Yakumo por Harima, mas descobre o que ele sente por Tenma. A relação de Harima e Eri começa a crescer também, enquanto outros casais começam a se formar na escola. Os sentimentos dos personagens começa a ser mais explorado na segunda temporada, além de Harima se enturmar mais com seus colegas de classe, perdendo aos poucos a imagem de delinquente que estava tentando apagar.

### School Rumble San Gakki
San Gakki é a última parte do manga, contém a resolução de todas as tramas criadas até então. Apenas os dois últimos episódios San Gakki foram serializado para anime. A média de venda desses episódios indicaria se seria possível a produção de uma nova temporada, e como os produtores não previam vendas altas, dedicaram-se exclusivamente aos fãs da série, e ao invés de produzirem os primeiros episódios, produziram o final.
De acordo com o site oficial do Anime, a terceira temporada foi lançada em 27 de agosto no Japão. Infelizmente até o momento, foram lançados apenas dois OVAs, mostrando o "resumo" de tudo o que aconteceu após a segunda temporada.

## Personagens principais
Tenma Tsukamoto
(塚本 天満, Tsukamoto Tenma)
Pequena e bastante infantil para sua idade (16), Tenma é muitas vezes confundida e considerada mais jovem que suas colegas e sua irmã Yakumo.
Ela não acredita ser mais bonita aos olhos dos meninos, embora a maioria deles admitem que ela é linda. Se esforça para ser vista como uma mulher e tenta aprender a cozinhar para impressionar Karasuma. Uma de suas características são dois amarradores em seu cabelo, que prendem uma parte pequena, deixando o resto solto. Muitas vezes esses fios se mexem para indicar que ela está alegre, animada ou triste. Ela também é lenta e pouco confiável. Apesar de suas personalidades negativas, Tenma é bem-humorada, simpática, doce e muito determinada. é viciada em televisão, onde assiste todo dia um programa sobre ninjas. Têm um baixo rendimento acadêmico. Tanto ela como a irmã possuem empregos a tempo parcial para ajudar a pagar as contas. 
Segundo a última pesquisa realizada pelas editoras de mangá, Tenma é atualmente a quarta personagem mais popular da série.
Harima Kenji
(播磨 拳児, Harima Kenji)
Harima é teimoso, paranóico e ex-delinquente que está apaixonado por Tenma, que ainda mantém aspectos de sua personalidade anterior, especialmente quando anda em sua moto ou quando se envolve em brigas com outros delinquentes durante o início da série. Harima vive com sua prima mais velha que também dá aulas para Yakumo.
Começa a desenhar mangás depois de uma tentativa de esquecer o amor por Tenma, depois de perceber que esta está apaixonada por Karasuma. Em seu mangá, inserem-se Harima e Tenma, onde o personagem Harima muitas vezes derrota o personagem de Karasuma e ganha o coração de Tenma. Mais tarde, leva essa história a série e entra em um concurso para iniciantes em mangá, onde ganha a ajuda de Yakumo. Isso resulta em interpretações erradas pelos outros, especialmente por Tenma, que pensam que os dois estão namorando. Devido à sua paixão por Tenma, maltrata as outras pessoas, especialmente Eri Sawachika, que se mostra apaixonada por ele, mas, por terem personalidades extremamente diferentes, vivem brigando, discutindo e se apelidando. Mais tarde, se aproxima de Eri, onde todos passam a pensar que os dois também namoram, apesar de Eri e Harima negarem.
Harima constantemente muda a aparência na série. No início, usa óculos escuros com um bigode cavanhaque e com seu cabelo puxado para trás com uma faixa. Ele usa sua aparência como uma espécie de disfarce, pois quando salvou Tenma de uma bandido e a acolher, essa começa a pensar que ele era um pervertido. Para evitar isso, Harima tenta confundi-la quando esta está a ponto de se lembrar. Conforme a série progride, Harima vai mudando a sua aparência, como quando deixa sua barba crescer bastante (na tentativa de impressionar Tenma), mas a barba acaba sendo cortada pela metade acidentalmente por Eri. Depois de perceber que Tenma preferia ele sem a barba, a corta totalmente. Depois Eri, em um ataque de raiva, raspa parte de seu cabelo, deixando-o calvo. Em School Rumble Nigakki, aparece com um corte de cabelo parecido com o corte que ele tinha no primeiro episódio, mas sem a barba. Continua persistente com o seu amor por Tenma, às vezes, pondo em risco a própria vida de Hanai ou de Eri, como quando os dois despencaram de um precipício após Harima tentar impedir Karasuma de beijar Tenma. Ao longo da série, Harima vai perdendo essa imagem de delinquente e começa a ser tratado como um aluno normal.
Oji Karasuma
(烏丸 大路, Karasuma Ōji) 
Karasuma é o interesse amoroso de Tenma, retratado como um personagem excêntrico e enigmático. Embora pareça que não corresponde o amor de Tenma, ele demonstra sua verdadeira preocupação com ela em um nível mais sutil. Seus pais vivem nos Estados Unidos. No início da história, Karasuma tem que se mudar para lá, o que fez Tenma, em uma acesso de desespero, escrever uma carta de amor onde se declara, mas acaba virando um pergaminho de tão grande.
Durante a série, os dois vão se aproximando, graças a determinação de Tenma. Eventualmente, Tenma revela seus sentimentos de amor, mas antes que possa obter uma resposta, Karasuma contrai uma doença onde esqueça as coisas, às vezes rápido, às vezes devagar. No capítulo 273, de longe, antes de perceber que perdeu a memória, ele viu uma ilusão de Tenma, onde esta confessa seu amor por ele, que ele sempre amou e prometeu a si mesmo que ao olhar para ela, tudo fica bem porque ele não quer que ela seja triste. Tenma não foi capaz de ouvir a confissão Karasuma e decidiu ficar nos Estados Unidos para se tornar uma médica para curar Karasuma na esperança que ele se lembre dela e da classe 2-C. No último capítulo de School Rumble, ele começa a se lembrar mais sobre Tenma e sobre o 2-C. Em School Rumble Z, anos se passaram e ele só recuperou algumas memórias, mas está feliz com Tenma ao seu lado. 
Eri Sawachika
(沢近 愛理, Sawachika Eri) 
Eri é caracterizada por possuir uma beleza extrema. É a melhor amiga de Tenma. Talentosa, rica e popular, ela é admirada por todos os rapazes e invejada pelas garotas, pois possui a "vida perfeita". Porém, ela usa essa imagem de confiança extrema para esconder seus sentimentos de solidão e insegurança. Mesmo em casa, seus pais estão sempre viajando e nunca têm tempo para ela, o que a torna infeliz e solitária. Conforma a série, Eri cresce e amadurece, começa a desenvolver amizades mais profundas e descobre finalmente o amor. Possui um grande papel na trama principal da história. Desenvolve sentimentos de amor e ódio por Harima, mas geralmente nega ambos sentimentos, especialmente de amor. Com o passar da história, seus sentimentos por Harima vão ficando mais fortes. Ela aparece casada com ele no futuro no último episódio de School Rumble Z.
Nascida na riqueza, Eri é filha de um importante empresário inglês. Embora Eri nasceu no Japão, se mudou para Inglaterra para sua escolarização precoce, antes de retornar ao Japão para frequentar a escola. Como resultado, seu conhecimento de kanji é limitado, apesar de ser excelente nas outras matérias, principalmente em matemática.
Suas características marcantes são seus olhos e seu longo e loiro cabelo, que naturalmente fica preso por laços. Embora seja muitas vezes admirada, por ser mais britânica do que japonesa é alvo de brincadeiras e de comentários invejosos a ridicularizando, como durante a viagem a Kyoto.
Harima a apelida de "dondoca" e algumas vezes de "riquinha". Para não ficar por baixo, Eri o apelida de "barbudo" mesmo depois que ele tira a barba. Também o chama de "bigodes" no início da série.
A família Sawachika possui dois servos principais. O mordomo e ex-soldado Nakamura, que serve Eri. As habilidades de combate dele são afiadas, como demonstrado durante o jogo de sobrevivência. 
Segundo uma pesquisa feita pela série, Eri é atualmente a segunda personagem mais popular.
Yakumo Tsukamoto
(塚本 八雲, Tsukamoto Yakumo) 
Bonita, inteligente e tímida, a irmã mais nova de Tenma é umas das garotas mais admiradas na escola. Ela possui a capacidade de ler a mente de quem se apaixona por ela (embora, ao tentar ler a mente de Harima, não escuta nada). Yakumo tenta cozinhar todas as vezes na casa com medo de que se Tenma for cozinhar, bagunce tudo. Apesar de muitas qualidades positivas, Yakumo nunca teve um namorado. É sempre convidada a participar de diversos clubes, pois possui muitas habilidades, mas rejeita, pois tem medo de Hanai, pois sabe que se ela entrar em qualquer clube, ele entra também. Graças a proibição de Hanai decretada por Akira, Yakumo se torna membro do Clube do Chá, juntamente com sua melhor amiga Sarah.
Yakumo encontra um gato preto com uma cicatriz em forma de X na testa, que a segue para a escola. Ela lhe dá o nome de Lori. 
Segundo algumas pesquisas feitas pela série, Yakumo é atualmente a personagem mais popular do mangá.

## Personagens secundários
Mikoto Suou
(周防 美琴, Suō Mikoto) 
Mikoto é uma amiga muito próxima de Tenma. Possui o maior busto da série e é faixa preta em Kenpo. Muitas vezes, é vista brigando com seu amigo de infância Hanai. Mikoto é muito atlética, ela aprende a nadar e é forçada a entrar no time de basquete em um curto período de tempo. Embora Mikoto sempre tenta ajudar os outros quando estão com problemas no relacionamento, possui uma dificuldade de solucionar os seus próprios. Quando era mais jovem, Mikoto tinha uma queda pelo seu tutor, Masahiro Kouzu. Quando ele retorna ao Japão depois de se formar, Mikoto quebra uma promessa feita a Eri para encontrá-lo, mas acaba se decepcionando pois o rapaz arranjou uma namorada e a ignorou durante a festa. Assim, faz as pazes com Eri e as duas ficam vendo os fogos de artifícios. Mais tarde ela passa a namorar Asou, mas o romance não dura muito tempo. Ela é muito popular com os garotos pela sua determinação e talento incrível nos esportes, mas principalmente porque possui os seios grandes. Imadori constantemente tenta tocá-los, o que a faz ficar furiosa. Eventualmente em School Rumble Z, se casa com Hanai e fica grávida de seu filho. Embora seja feliz, muitas vezes se sente especial por causa dele.
Akira Takano
(高野 晶, Takano Akira)
Presidenta do Clube de Chá e amiga intíma de Tenma, Eri e Mikoto, Akira é muito perspicaz, engenhosa, inteligente e muito misteriosa. Ela consegue ver os sentimentos e as verdadeiras intenções das pessoas (como Harima e Tenma e Harima e Eri). Ela quase nunca é vista sorrindo, mas pode ser vista sorridente, brevemente, na tentativa de consolar Tenma quando esta está angustiada no episódio 20 da 2 temporada. Sua vítima preferida é o Hanai, que ela logo no início parecia não gostar, mas depois demonstra possuir sentimentos românticos por ele. Tem o emprego a tempo parcial fazendo vários trabalhos perigosos e secretos, mas não fala sobre isso para suas amigas. Ela é filha de uma jornalista e tem uma meia irmã, Motoko Hiiragi, que tende a ficar doente com frequência. Em School Rumble Z, se torna uma agente internacional. Foi contratada por Eri Sawachika para ajudar Hanai e Mikoto com o seu problema atual. 
Hanai Haruki
(花井 春樹, Hanai Haruki) 
Como representante da classe 2-C, Hanai leva a sério seus deveres, sempre tentando manter seus colegas (especialmente os homens) na linha. Sempre diz tudo que vêm em sua mente, independentemente das consequências. Embora seja contra a perversão, ele ocasionalmente não escapa das tentações, tais como a visualização das fotos sexy de Itoko, usando a desculpa de que precisa confiscar. Quando era criança, era tímido, fraco e constantemente apanhava dos valentões. Mas isso mudou com uma pequena ajuda de sua colega de infância Mitoko. Ele é casado com ela em School Rumble Z, mas às vezes a ignora, pois é muito ocupado. Ele está em campanha para ser prefeito de Yagami.
Kyousuke Imadori
(今鳥 恭介, Imadori Kyōsuke) 
Imadori é o típico "pervertido" da classe. Ele tem a habilidade de saber o tamanho do sutiã de uma menina apenas olhando para os seus seios. Interessado apenas em meninas que possuem o tamanho D (no Brasil, é G) ou maior, os principais alvos de paqueras são Mitoko e Lara, ele as persegue constantemente e sempre acaba machucado por uma delas. Ele tem uma lado sensível, que aparece com Lara, onde ele tenta convencê-la a sorrir durante o trabalho.
Karen Ichijou
(一条 かれん, Ichijō Karen) 
Ichijou possui uma força monstruosa, apesar de ter uma aparência frágil e feminina. Pratica luta. É mais forte que seus colegas do sexo masculino, mas não consegue controlar sua força, conforme demonstrado, quando ela quase sufoca Tenma ao tentar cobrir sua boca para que ela não espalhe os segredos. Lara Gonzalez é sua única rival nesse aspecto, mas não foi capaz de derrotá-la fisicamente. Mas tarde as duas viram amigas. Karen é atualmente a sexta personagem mais popular da série, fazendo dela a personagem mais popular fora dos principais.
Harry Mackenzie
(ハリー マッケンジー, Harī Makkenjī)
É um estudante de intercâmbio loiro, hábil em combates e rival de Harima e Hanai. Seu nome é muitas vezes confundido com o de Harima (pois, em katakana, "Harry" passa a ser pronunciado como "Hari" e "Mackenzie" passa a ser pronunciado como "Makkenji", por isso há uma semelhança entre Hari Makkenji com Harima Kenji). Um estudante talvez americano, talvez britânico (de acordo com o episódio 172, provavelmente britânico). Harry parece ter uma profunda reverência por samurais. Muito atlético. Dirige uma motocicleta de esportes que é uma paródia de Gundam. Pode ser visto naturalmente andando com Tougou Masakazu. É um ótimo competidor, juntamente com Lala. Paquera várias garotas do 2-C, incluindo Ichijou Karen e Tsumugi Yuuki.
Lala Gonzalez
(ララ ゴンザレス, Rara Gonzaresu)
Uma estudante de intercâmbio do México, pertence ao mesmo clube de wrestling amador que Ichijou, que é considerada sua rival e, quando a vê, grita "Ichijou!". Não gosta de Karen pois quando era criança, foi abandonada pela sua mãe, que também se chamava Karen. Detesta Imadori, principalmente pois esse tentou apalpar seus seios enquanto esta o enforcava. Ela tende a espancá-lo quando ele a provoca o suficiente (ou também, quando ele provoca Ichijou). Trabalha em um restaurante fast-food, junto com Ichijou, onde ninguém se atreveu a ir ao seu contador por causa de seu temperamento violento. Seus amigos mais próximos são Harry e Tougou. Mias tarde, também se torna amiga de Ichijou, apesar de serem o oposto uma da outra.
Masakazu Tougou
(東郷 雅一, Tōgō Masakazu) 
É o representante da classe 2-D, que vê a 2-C como rival. Apesar de sua óbvia autoconfiança, seu personagem é rejeitado por seus colegas. Mais tarde na série, Masakazu mostra um certo interesse em Tenma. É visto frequentemente com Harry. Algumas pessoas geralmente se referem a ele com o apelido de "macarrão". Conforme a série evolui, sua autoconfiança e paixão para enfrentar desafios tornaram-se tão extremos que suas ações e ideias tendem a ser estúpidas e muitas vezes prejudiciais aos outros. Sempre que aparece, é seguido pelo hino nacional americano, dizendo que viveu nos estados do Texas, Nova York, Alasca e Califórnia. É um atleta qualificado e excelente em artes marciais, semelhante ao seu rival Hanai. 
Adiemus Sarah
(サラ アディエマス, Sara Adiemasu)
Melhor amiga de Yakumo, se distingue pelos seus cabelos loiros, parecidos com os da Eri, mas enrolados em um coque. É uma menina britânica criada em um orfanato, recém-chegada ao Japão. É vista constantemente junto com Yakumo, pois são colegas de classe e fazem parte do mesmo clube, o Clube do Chá. É alegre e positiva, sempre faz o melhor para apoiar Yakumo, particularmente na relação desta com o Harima, e a relação indesejada com o Hanai. Se aproximou mais de Yakumo quando Tenma viajou para Kyoto. Possui vários empregos em tempo parcial. É uma freira de uma igreja católica local, que exerce funções como ouvir confissões e tocar órgão para as crianças. É um pouco incorreto, uma vez que freiras não podem ouvir confissões. Além disso, Sarah também trabalha com Hiroyoshi Asō em um restaurante chinês. É, atualmente, a sétima personagem mais popular segundo a enquete feita pela série. 
Takeichi Fuyuki
(冬木 武一 Fuyuki Takeichi)
O pervertido número 3 da classe 2-C. Usa a desculpa de tirar fotos das meninas para o anuário, mas na verdade as vende para os garotos. Embora esteja obcecado em tirar fotografias e declarar que "tirar fotos de meninas é sua vida", ele também foi conhecido por participar de set-ups. Ajudou Mikoto e Takano, quando elas estavam tentando juntar Tenma e Karasuma. Parecia estar curioso sobre Eri, e sempre provocava os garotos questionando se tinham uma queda por ela, mas depois de um tempo parou. Membro do clube de astronomia e também de uma banda. Mais tarde se aproxima de Yuuki, que também usa óculos. Infelizmente, quando este admite seus sentimentos, ela o rejeita pois já tem uma queda por Hanai.
Nara Kentarou
(奈良 健太郎 Nara Kentarō)
É um personagem secundário, que têm fortes sentimentos por Tenma, mas quando tenta se aproximar dela, é impedido por Harima. É muito tímido e introvertido, mas pode ser tão frustrado quanto Harima. É bastante parecido com Tenma. Curiosamente, de acordo com o nangaka, sua intenção original era ter Nara como personagem principal, mas de alguma forma virou personagem de apoio. Ele agora é muitas vezes visto em aventuras divertidas com Yoshidayama e Nishimoto. 
Hiroyoshi Asou
(麻生 広義, Asō Hiroyoshi) 
O cavalo escuro do 2-C, é visto constantemente com o seu melhor amigo, Suga. U estudante atlético, tem como esporte favorito o basquete. Também é excelente em provas de pistas e hóquei. A sua família dirige um negócio de Ramen. Trabalha meio período em um restaurante chinês com Sarah, é conhecido como um bom cozinheiro. É bem popular entre as meninas, mas não possui interesse na maioria delas, com exceção de Mikoto. Tem diversos encontros com ela, a ponto de ser convidado a jantar pela família de Mikoto, mas por razões inexplicáveis, rompe. Segundo as pesquisas, é o décima personagem mais popular da série, tornando-se o único personagem favorito no top 10, além de Harima.

## Música

### Aberturas
Scramble (スクランブル) é a primeira música de abertura de School Rumble. Toca entre os episódios 1-26 da primeira temporada.
Cantada por Yui Horie feat. UNSCANDAL
Sentimental Generation(せんちめんたる じぇねれ～しょん) é a segunda música de abertura de School Rumble. Toca entre os episódios 1-26 da segunda temporada.
Cantada por Ami Tokito

### Encerramentos
Onna no ko Otoko no ko(オンナのコ オトコのコ) é o primeiro encerramento de School Rumble.
Cantada por Yuko Ogura
Futari wa Wasurechau(テーマ 二人は忘れちゃう) é o segundo encerramento de School Rumble.
Cantada por Ami Koshimizu e Mamiko Noto

## Trilha sonora
Trilha Sonora de School Rumble (School Rumble - Primeiro Período)
|     | Nome da música                      | Artista                                                  | Tempo |
| --- | ----------------------------------- | -------------------------------------------------------- | ----- |
| 1.  | Scramble (TV Size)                  | Yui Horie with UNSCANDAL                                 | 1:37  |
| 2.  | Every Dog Has His Day               | Toshiyuki Omori                                          | 7:49  |
| 3.  | Boys Will Be Boys                   | Omori                                                    | 5:23  |
| 4.  | School Rumble 4 Ever                | Ami Koshimizu, Yui Horie, Hitomi Nabatame, Kaori Shimizu | 3:51  |
| 5.  | All's Fair in Love and War          | Omori                                                    | 4:59  |
| 6.  | The Sooner, the Better              | Omori                                                    | 3:27  |
| 7.  | It Takes Two to Tango               | Omori                                                    | 5:38  |
| 8.  | Love Is Blind                       | Omori                                                    | 4:29  |
| 9.  | Kimi e ~ Kaze ni Nosete             | Hiroki Takahashi                                         | 3:39  |
| 10. | Rome Was Not Built in One Day       | Omori                                                    | 4:50  |
| 11. | Sanbiki ga Kill                     | Omori                                                    | 3:15  |
| 12. | Onna no Ko Otoko no Ko (TV Size)    | Yuko Ogura                                               | 1:26  |
| 13. | School Rumble 4 Ever (off vocal)    | Omori                                                    | 3:51  |
| 14. | Kimi e ~ Kaze ni Nosete (off vocal) | Omori                                                    | 3:36  |

Trilha Sonora de School Rumble Nigakki (School Rumble - Segundo Período)
|     | Nome da Música                                         | Artista                           | Tempo |
| --- | ------------------------------------------------------ | --------------------------------- | ----- |
| 1.  | Sentimental Generation (TV Size)                       | Ami Tokito                        | 1:32  |
| 2.  | New SANBIKI Reloaded                                   | Toshiyuki Omori                   | 3:21  |
| 3.  | MAI                                                    | Toshiyuki Omori                   | 2:11  |
| 4.  | The Survival                                           | Toshiyuki Omori                   | 2:51  |
| 5.  | The Kanda River                                        | Toshiyuki Omori                   | 1:22  |
| 6.  | The Lord of the TENGU                                  | Toshiyuki Omori                   | 2:28  |
| 7.  | Sleeping Beast                                         | Toshiyuki Omori                   | 2:11  |
| 8.  | Prince VS Witch                                        | Toshiyuki Omori                   | 2:31  |
| 9.  | Are you Iron Chef?                                     | Toshiyuki Omori                   | 1:36  |
| 10. | Susperian Suspense                                     | Toshiyuki Omori                   | 2:17  |
| 11. | Lonely Sentimental (Opening Arr)                       | Tsunku                            | 1:58  |
| 12. | Nice, Satsuki, Nice                                    | Toshiyuki Omori                   | 2:13  |
| 13. | Happiness after Blue                                   | Toshiyuki Omori                   | 2:33  |
| 14. | La La Litin Da La La                                   | Toshiyuki Omori                   | 2:43  |
| 15. | The Ghost Story                                        | Toshiyuki Omori                   | 2:04  |
| 16. | Is this love or not?                                   | Toshiyuki Omori                   | 2:02  |
| 17. | Christmas & Trance (Opening Arr)                       | Takashi Iwato and Toshiyuki Omori | 3:33  |
| 18. | Tenma & Yakumo (Ending Arr)                            | IPPEI                             | 3:55  |
| 19. | Battle on the cruise                                   | Shin-go and Takashi Iwato         | 1:40  |
| 20. | Discharge                                              | Shigehiko Saito                   | 2:40  |
| 21. | Kono Namida Ga Arukara Tsugi No Ippo To Naru (TV Size) | Ami Tokito                        | 1:33  |
| 22. | Futari Ha Wasurechau (TV Size)                         | Ami Koshimizu and Mamiko Noto     | 1:34  |
| 23. | Girls Can Rock                                         | Lia                               | 3:39  |
| 24. | Feel Like A Girl                                       | Lia                               | 4:32  |